# Sierra del Faro de Avión

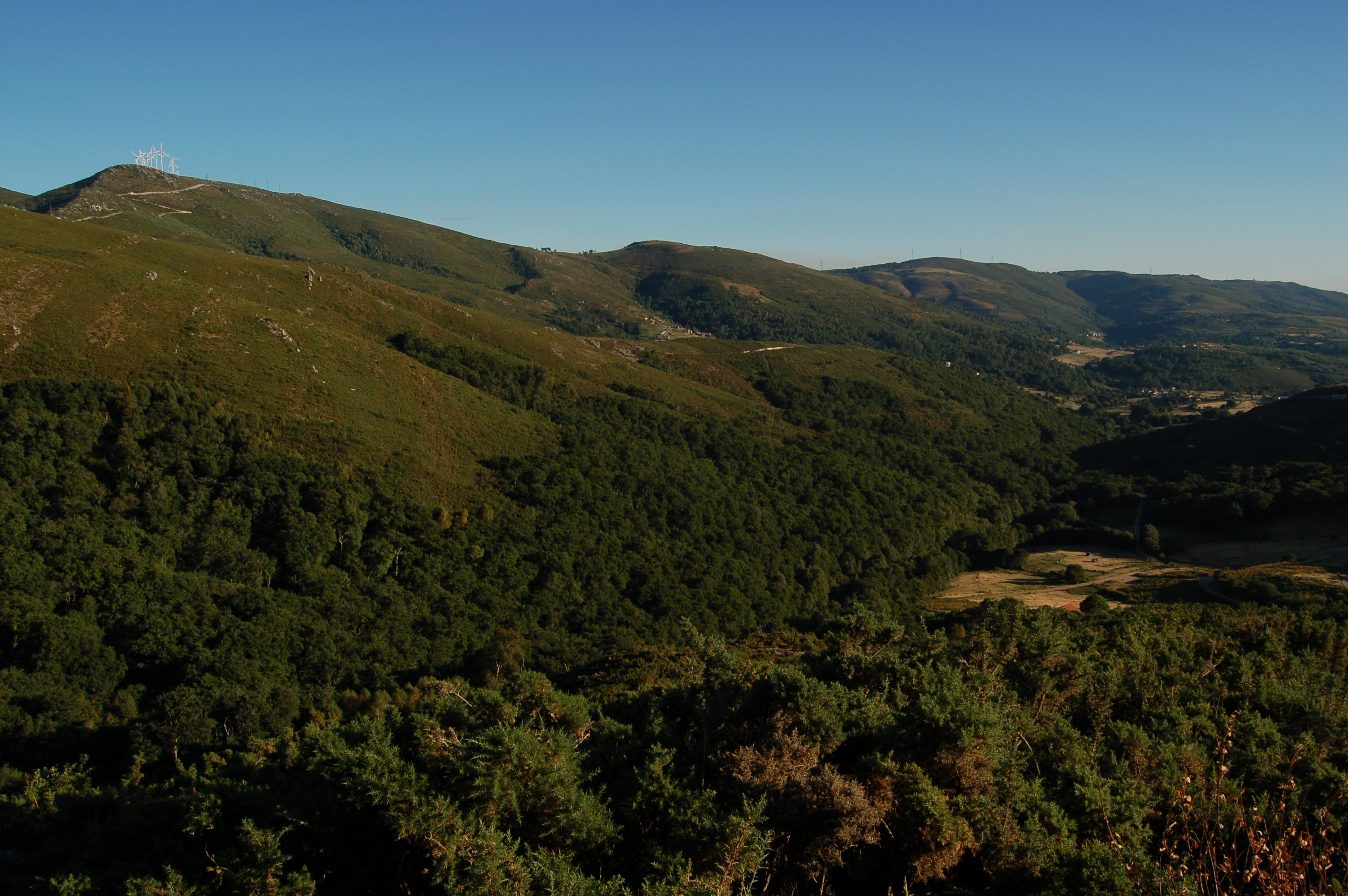
La sierra de Faro de Avión.

La sierra del Faro de Avión es una importante elevación al sur de la dorsal gallega ubicada entre los ayuntamientos de Melón, Avión y Carballeda de Avia, en la provincia de Orense, y los ayuntamientos de Covelo y La Cañiza en la provincia de Pontevedra.

## Características
La sierra del Faro de Avión está separada de la sierra del Suído por los ríos Tea y Avia. Su máxima altura es el monte del mismo nombre, que llega a los 1155 metros. Su valor ecológico es máximo: resulta de capital importancia para las evoluciones del lobo y, además de otros mamíferos y aves rapaces, se ha observado al águila real y el búho real. Conserva los restos de alguna turbera y carballeiras como la de Prado y la de Avión, de una apreciable extensión. Incluso se vislumbra la orografía de un antiguo glaciar.
Esta sierra alimenta la cuenca del río Miño a través del Brul, el Cerves, el Deva y el Tea. Existen en ella parajes de gran belleza como la cascada de Tourón y conjuntos de un valor arquitectónico y etnográfico sobresaliente como los cabaceiros de Vivenzo. Pese a todas estas virtudes, esta sierra carece de protección. Está muy afectada por los parques eólicos instalados en sus cumbres.